# La Prophétie des ténèbres (film)
Pour le roman de Rick Riordan, voir La Prophétie des ténèbres.
Série
La Prophétie des ténèbres II
(2001)
Pour plus de détails, voir Fiche technique et Distribution.
La Prophétie des ténèbres (The Omega Code) est un film américain réalisé par Robert Marcarelli, sorti en 1999. Il a pour suite La Prophétie des ténèbres II.

## Synopsis
À Jérusalem, le rabbin Rostenburg découvre un code caché dans la Torah permettant d'accéder à des prédictions des événements futurs. Stone Alexander veut à tout prix récupérer ce code pour prendre le pouvoir sur le monde. Mais Gillen Lane s'oppose à ses plans.

## Fiche technique
- Titre : La Prophétie des ténèbres
- Titre original : The Omega Code
- Réalisation : Robert Marcarelli
- Scénario : Stephan Blinn et Hollis Barton
- Musique : Alan Howarth et Harry Manfredini
- Photographie : Carlos González
- Montage : Katina Zinner et Peter Zinner
- Production : Matthew Crouch, Robert Marcarelli et Lawrence Mortorff
- Société de production : Code Productions, Eclipse Catering, Gener8Xion Entertainment et TBN Films
- Société de distribution : Providence Entertainment (États-Unis)
- Pays :  États-Unis
- Genre : Action, fantastique et thriller
- Durée : 100 minutes
- Dates de sortie : 
  -  États-Unis : 15 octobre 1999

## Distribution
- Casper Van Dien : Gillen Lane
- Michael York (VF : Yves Beneyton) : Stone Alexander
- Catherine Oxenberg : Cassandra Barashe
- Michael Ironside : Dominic
- Devon Odessa : Jennifer Lane
- William Hootkins : Sir Percival Lloyd
- Robert Ito : Shimoro Lin Che
- Janet Carroll : Dorothy Thompson
- George Coe : le sénateur Jack Thompson
- Ravil Isyanov : Rykoff
- Ayla Kell : Maddie Lane
- Walter Williamson : l'archevêque
- Ross McKerras : Ferguson
- Steve Franken : Jeffries

## Accueil
Le film est largement considéré comme un nanar par la critique. Il reçoit un score moyen de 14 % sur Metacritic.